# Lavras da Mangabeira
Pour les articles homonymes, voir Lavras (homonymie).
Lavras da Mangabeira est une municipalité de l'État du Ceará.